# Geraer Hütte
Die Geraer Hütte ist eine Schutzhütte der Sektion Landshut des Deutschen Alpenvereins und liegt auf 2324 m ü. A. Höhe in den Zillertaler Alpen im österreichischen Bundesland Tirol, südöstlich von Vals am Ende des Valser Tals.

## Geschichte
1895 errichtete die 1879 gegründete Sektion Gera des Deutschen und Österreichischen Alpenvereins unterhalb der Alpeiner Scharte eine Schutzhütte, die 1934 aufgrund der steigenden Besucherzahlen erweitert wurde. Nach dem Zweiten Weltkrieg wurde die Geraer Hütte, wie alle in Österreich liegenden Hütten des DAV, von den Siegermächten beschlagnahmt und dem österreichischen Staat übergeben. Da die ostdeutschen Sektionen 1945 durch die sowjetische Besatzungsmacht aufgelöst wurden und eine Wiedergründung während der Zeit der DDR nicht möglich war, übernahm bei der Rückgabe 1956 die Sektion Landshut die Hütte zunächst treuhändisch und ab 1973 auch als rechtmäßiger Eigentümer. Nachdem die Sektion Gera 1990 wiedergegründet worden war, arbeiten die beiden Sektionen via Hüttenpatenschaft zusammen.

## Zustieg
Vom Wipptal erreicht man die Hütte über St. Jodok am Brenner und Vals durch das Valser Tal zum Gasthaus Touristenrast. Von dort geht es zuerst auf einem Güterweg und anschließend auf einem Bergpfad in ca. 3 Stunden zur Hütte. Es besteht außerdem die Möglichkeit, die Geraer Hütte auch vom Schlegeisspeicher oder von der Olpererhütte (ca. 4 Stunden) über die 2959 m hoch gelegene Alpeiner Scharte zu erreichen.

## Übergänge
- Über die Alpeiner Scharte (2959 m) zur Olpererhütte (2388 m), Gehzeit: 5 Stunden
- Ebenfalls über die Alpeiner Scharte zum Pfitscher-Joch-Haus (Rif. Passo di Vizze) (2272 m), Gehzeit: 6 Stunden
- Über das Sumpfschartl (2666 m) zur Landshuter Europahütte (Rif. Venna alla Gerla) (2715 m), Gehzeit: 8 Stunden
- Über das Steinerne Lamm (2528 m), Kleegrubenscharte (2498 m) und Kasererscharte (2446 m) zum Tuxerjochhaus (2310 m), Gehzeit: 4 Stunden

## Ausflüge und Touren
- Von der Hütte aus ist ein Besuch des ehemaligen Molybdänbergwerks Vals-Alpeiner Scharte möglich. Es befindet sich auf 2800 m Höhe, kurz unterhalb der Alpeiner Scharte. Im Zweiten Weltkrieg mussten dort Zwangsarbeiter, die in einem Nebengebäude der Hütte untergebracht waren, das für die Panzerstahlproduktion wichtige chemische Element abbauen.
- Es besteht Anschluss zum Zentralalpenweg.
- In 45 Minuten Gehzeit, oberhalb der Hütte, gibt es an der Fußstein-Südwand einen Klettergarten.

## Gipfel
- Olperer (3476 m)
- Schrammacher (3410 m)
- Großer Kaserer (3263 m)